# José B. Espinoza
José B. Espinoza fue un político peruano. 
Fue elegido diputado por la provincia de Acomayo en 1895, luego de la Guerra civil de 1894 durante los gobiernos de Manuel Candamo, Nicolás de Piérola y Eduardo López de Romaña en el inicio de la República Aristocrática. Fue reelecto en 1901.
En los años 1900 fue alumno de las facultades de ciencias políticas y administrativas y de jurisprudencia de la Universidad Nacional de San Antonio Abad del Cusco.